# Ragıp Atar
Ragıp Berke Atar (Konak, 13 luglio 1999) è un cestista turco.
Gioca nella squadra del Darüşşafaka della Turkish Basketball Super League.

## Carriera
Il 27 gennaio 2019, firma con la squadra macedone di basket MZT Skopje.
Il 3 giugno 2020, firma con il Galatasaray della Basketball Super League.
Il 24 giugno 2021, firma con il Darüşşafaka della Turkish Basketball Super League.